# Edward Nelson (mathématicien)
Pour les articles homonymes, voir Edward William Nelson et Nelson.
Edward Nelson (né le 4 mai 1932 à Decatur, Géorgie, États-Unis et décédé le 10 septembre 2014) est un mathématicien américain. Il est connu pour ses travaux en physique mathématique et en logique mathématique. En logique mathématique, il a donné, en 1977, une présentation de l’analyse non standard appelée IST (Internal set theory).

## Carrière
Il reçoit son doctorat en 1955 à l'université de Chicago, où il travaille avec Irving Segal. Il est membre de l'Institute for Advanced Study de 1956 à 1959, puis travaille à l'université de Princeton où il devient professeur en 1964.

## Travaux
Il contribue à la théorie des représentations de groupe de dimension infinie, aux mathématiques de la théorie quantique des champs, à l'utilisation de processus stochastiques en mécanique quantique et à la reformulation de la théorie des probabilités en termes d'analyse non standard.
En analyse non standard, le principe de Nelson est un exemple du principe d'idéalisation.
Il travaille plusieurs années sur la physique mathématique et la théorie des probabilités, notamment sur l'extension possible de la mécanique stochastique à la théorie des champs.
Il se focalise plus récemment sur la logique mathématique et les fondements des mathématiques. L'un de ses objectifs est d'étendre son Internal Set Theory (basée en partie sur l'analyse non standard d'Abraham Robinson) afin de pouvoir y ajouter des fonctions et ensembles externes. Une autre partie de ses travaux s'attaque à la théorie de la complexité des algorithmes et notamment au problème P = NP et sa vérification automatique.
En 2011, E. Nelson annonce l'inconsistance de l'arithmétique de Peano. Une erreur est trouvée dans la preuve, et Nelson se rétracte et se remet au travail. En 2013 il annonce avoir corrigé l'erreur, mais il meurt avant d'avoir fini la rédaction de son ouvrage Elements. Celui-ci, ainsi qu'un autre texte posthume, est posté sur le domaine ArXiv, avec une introduction par Sarah Jones Nelson et une postface par Sam Buss et Terence Tao, lesquels estiment son travail de recherche d'une preuve d'inconsistance essentiellement voué à l'échec, mais reconnaissent néanmoins qu'il apporte des idées et des techniques nouvelles, qui pourraient en particulier avoir une grande importance pour les outils de démonstration et de vérification automatique de preuves.